# Red Bull

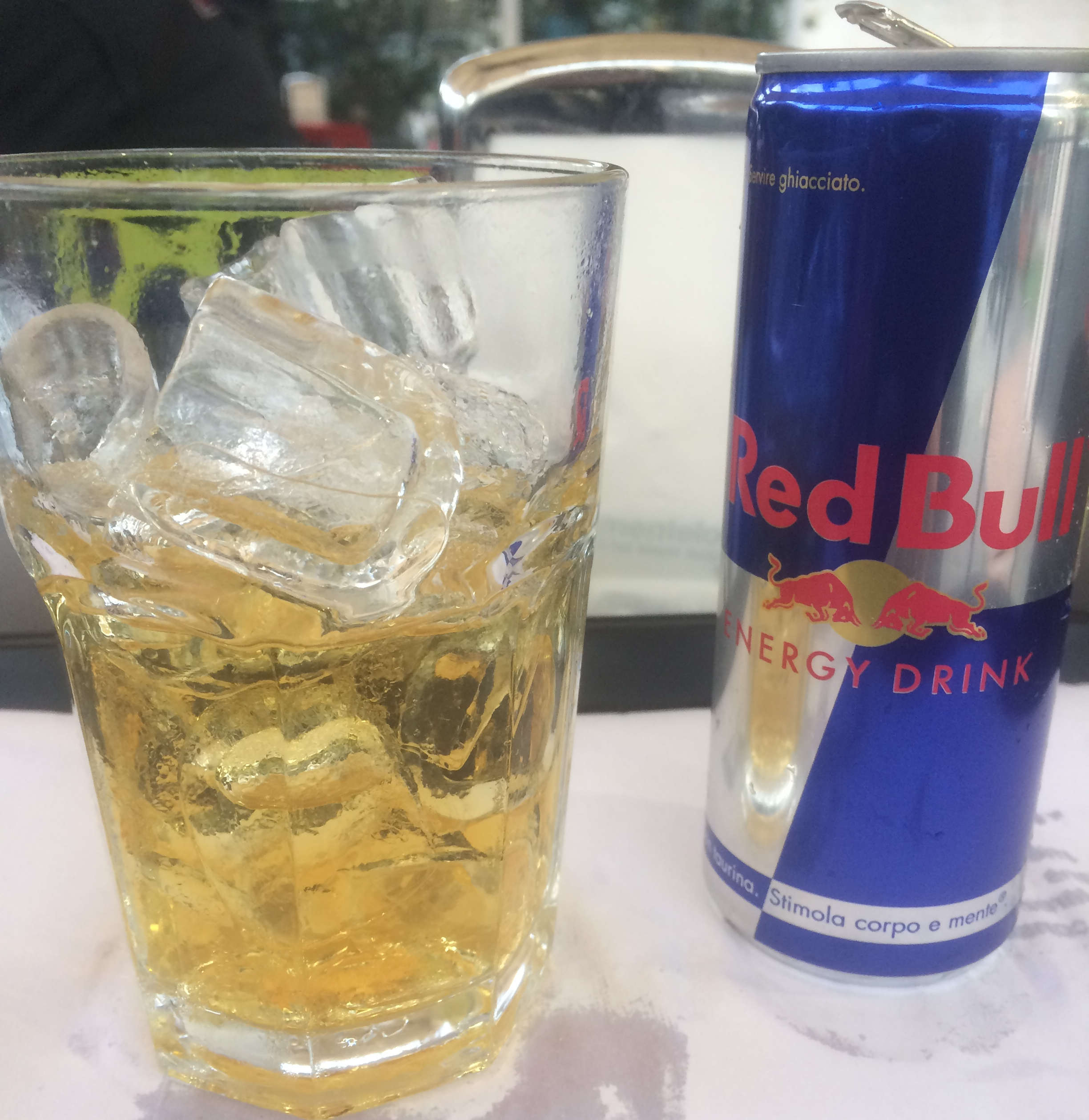
Copo com a bebida e a lata

Red Bull é uma bebida energética vendida pela companhia austríaca Red Bull. A Red Bull foi introduzida no mercado em 1987 e, desde então, vende mais de 5 bilhões de latas anualmente em mais de 140 países.
A marca é conhecida por seu marketing, baseado no slogan "Red Bull te dá asas!" no Brasil e "Red Bull dá-te asas!" em Portugal, e no patrocínio de esportes radicais, futebol e automobilismo.

## História
A inspiração para a bebida veio de uma viagem de negócios do empresário Dietrich Mateschitz (20 de maio de 1944 – 22 de outubro de 2022) à Tailândia em 1980, onde experimentou, para resolver seu jet lag, a Krating Daeng (em tailandês:  กระทิงแดง), uma bebida criada por Chaleo Yoovidhya seis anos antes que continha, entre outras substâncias estimulantes, inositol, cafeína e taurina. Mateschitz decidiu, dois anos depois, fazer parceria com Yoovidhy para criar uma versão da Krating Daeng visando ao público da Europa.
Em meados dos anos 1980, começou a árdua tarefa de conseguir a aprovação para comercializar o conteúdo da bebida, pois tratava-se de um produto desconhecido e com uma dose de cafeína três vezes maior do que um refrigerante comum. Mateschitz teve de esperar três anos para obter a licença para a fabricação do produto na Áustria.
Os possíveis efeitos negativos sobre a atividade física e mental, obrigaram o empresário a ter de esperar alguns anos até conseguir a aprovação para venda, em diferentes países. Ainda hoje, muita gente não sabe o que é a taurina e que efeitos podem advir de tanta cafeína.
Em 1987, a Red Bull foi, finalmente, lançada no mercado austríaco. Uma lata de 250 mL contém 20 g de açúcar, 1 000 mg de taurina, 600 mg de glucuronolactona, 80 mg de cafeína e vitaminas do complexo B. A receptividade por parte dos consumidores foi um sucesso progressivo. Atualmente, a Red Bull é comercializada em mais de 140 países, e o faturamento anual da corporação ascende aos 21 bilhões de euros, com a venda anual de mais de 3 bilhões de latas.

## Aquisições da Red Bull no esporte
- RB Leipzig: equipe de futebol que joga atualmente no campeonato alemão
- New York Red Bulls (oficialmente Red Bull New York): uma franquia de futebol competindo na Major League Soccer dos Estados Unidos
- Red Bull Racing: uma equipe de fórmula 1 baseada em Milton Keynes, na Inglaterra. Venceu o campeonato do mundo de construtores de 2010, 2011, 2012 e 2013 e produziu os carros dos campeões do mundo Sebastian Vettel (2010, 2011, 2012 e 2013) e Max Verstappen (2021, 2022, 2023 e 2024).
- Red Bull Sailing Team: uma equipe da Extreme Sailing Series.
- Visa Cash App RB F1 Team: Outra equipe da Fórmula 1. É baseada em Faença, na Itália .
- Equipe Red Bull: uma equipe de corrida Toyota da competição de corrida de stock car com sede nos Estados Unidos. Competiu na National Association for Stock Car Auto Racing no início em 2007. A equipe encerrou suas operações após temporada da série Sprint Cup '2011.
- FC Red Bull Salzburg: um clube de futebol austríaco com sede em Salzburg e competindo no Campeonato Austríaco de Futebol
- CE Red Bull Salzburg: um membro da Liga de Hóquei austríaca com sede em Salzburg, na Áustria
- EHC Red Bull München: um membro da Deutsche Eishockey Liga com sede em Munique, na Alemanha
- Red Bull Bragantino: um clube de futebol com sede em Bragança Paulista, no Brasil, que joga atualmente no Campeonato Paulista de Futebol e o Campeonato Brasileiro de Futebol — Série A
- Red Bull Bragantino II: Foi o time anterior da empresa e se tornou o time B da Red Bull no Brasil devido a compra do Bragantino pela empresa, Encerrou suas atividades em novembro de 2024.
- Red Bull Racing Brasil, a equipe da Stock Car Brasil, desde 2007.
- Red Bull Ghana: era um clube de futebol profissional do Gana localizado em Sogakope.Foi extinto em 2014.
- Škoda Motorsport: equipe de rali

### Patrocínios
- Abt Sportsline

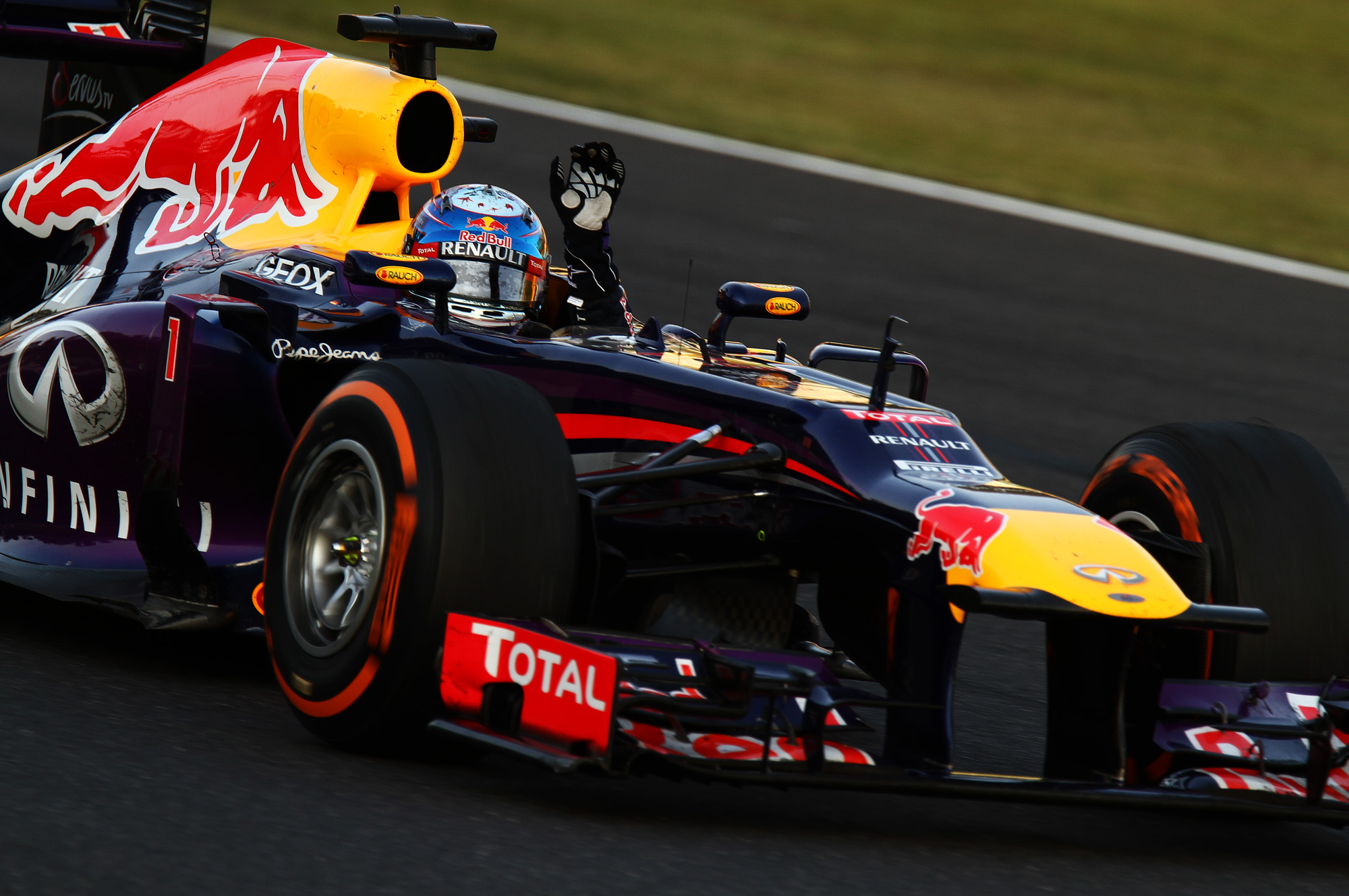
Red Bull Racing na F1

- Alexandre "Gaules" Borba, streamer de CS:GO
- Arrows equipe F1 2001-2002
- Audi Sport para o A4 DTM
- Batalla de los Gallos
- Cacá Bueno: recorde de velocidade do Vectra
- Carlin Motorsport Dallara-Renault
- Citroën World Rally Team (2008-2012)
- EKS RX
- Hansen Motorsport equipe de rali
- Hyundai Genesis Coupe edição Pikes Peak
- Hyundai Veloster: carro de rali
- Iveco: caminhões Rally Dakar
- JMB Corrida Maserati MC12 GT
- KTM estrada, MXGP e Dakar motos de rali
- Red Bull Ajo Motorsport
- Red Bull Juventude America's Cup
- Repsol Honda Team
- OG, uma equipe europeia de esports
- A Oracle: equipe dos Estados Unidos
- Olsbergs MSE: equipe de rali da Ford
- Peugeot 208 T16
- Peugeot 2008 DKR (2015)
- Sauber equipe de F1 (1995-2004)
- SEAT Sport: equipa WTCC
- Škoda Fabia S2000
- equipe SoloMid
- Volkswagen Passat DARPA Grand Challenge edição
- Andrew Dickson, piloto de BMX
- Volkswagen Polo R WRC
- Volkswagen Race Touareg edição Dakar
- Edição Volkswagen V10 TDI Touaregs Pikes Peak
- YoDa ex-proplayer e Streamer de League of Legends
- Flakes Power streamer de Fortnite

## Marketing

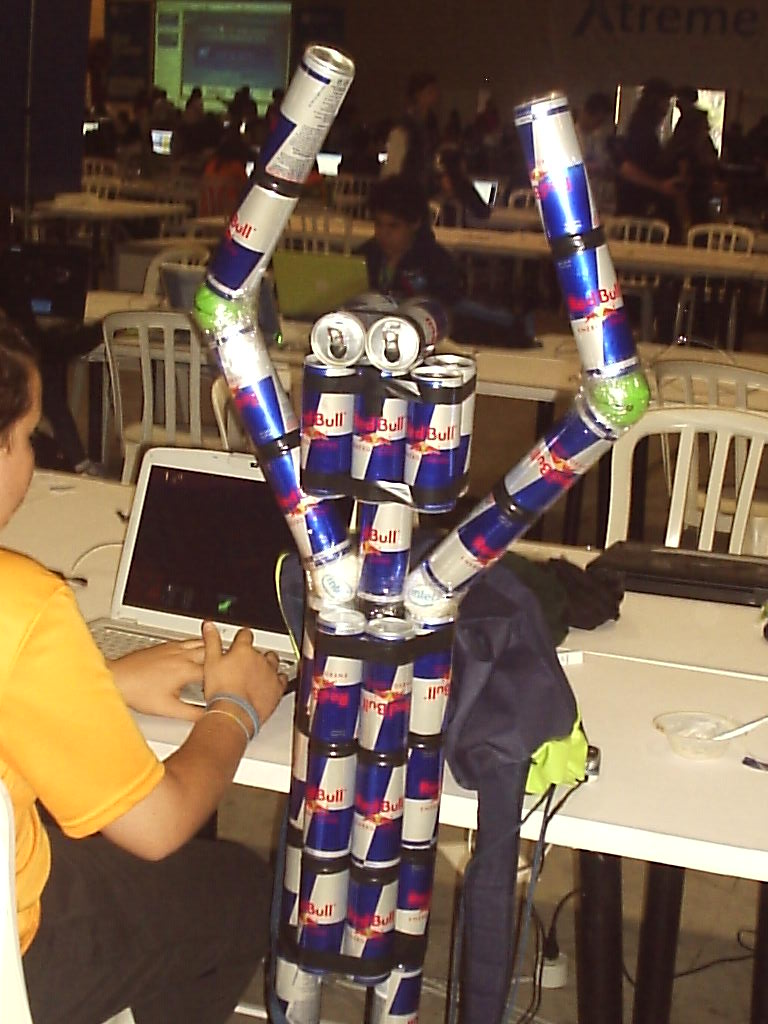
Robô feito de latas de Red Bull no Campus Party Brasil.

A maior parte do sucesso da Red Bull vem de estratégias agressivas em publicidade. É estimado que a empresa reserva cerca de 35% de seu faturamento para investimentos em marketing, o qual se caracteriza por ser muito "inovador, criativo e agressivo". A marca do logotipo do touro vermelho, surgiu com o posicionamento "Red Bull revitaliza o corpo e a mente" e o famoso slogan "Red Bull dá-te asaaaas!". Os jovens e o desporto foram os símbolos eleitos pela marca para caracterizar a sua imagem e veiculá-la em campanhas de marketing. Como nesses dois grandes universos se encontram perfis diferentes de consumidores, os assessores de marketing de Mateschitz sugeriram-lhe concentrar-se nos desportos radicais e nos jovens que se identificam com riscos e desafios. A ideia demonstrou ser uma combinação perfeita, pois a marca transmite um estilo de vida.

### Designdo produto
Mateschitz concebeu o produto com a ideia de que sua embalagem o diferenciaria de outras bebidas. Para tal, contratou uma empresa de alumínio para fabricar latas de um tamanho pequeno mas especial, com um rótulo de duas cores (azul e prateado), fácil de identificar entre outras latas.

### Desportos

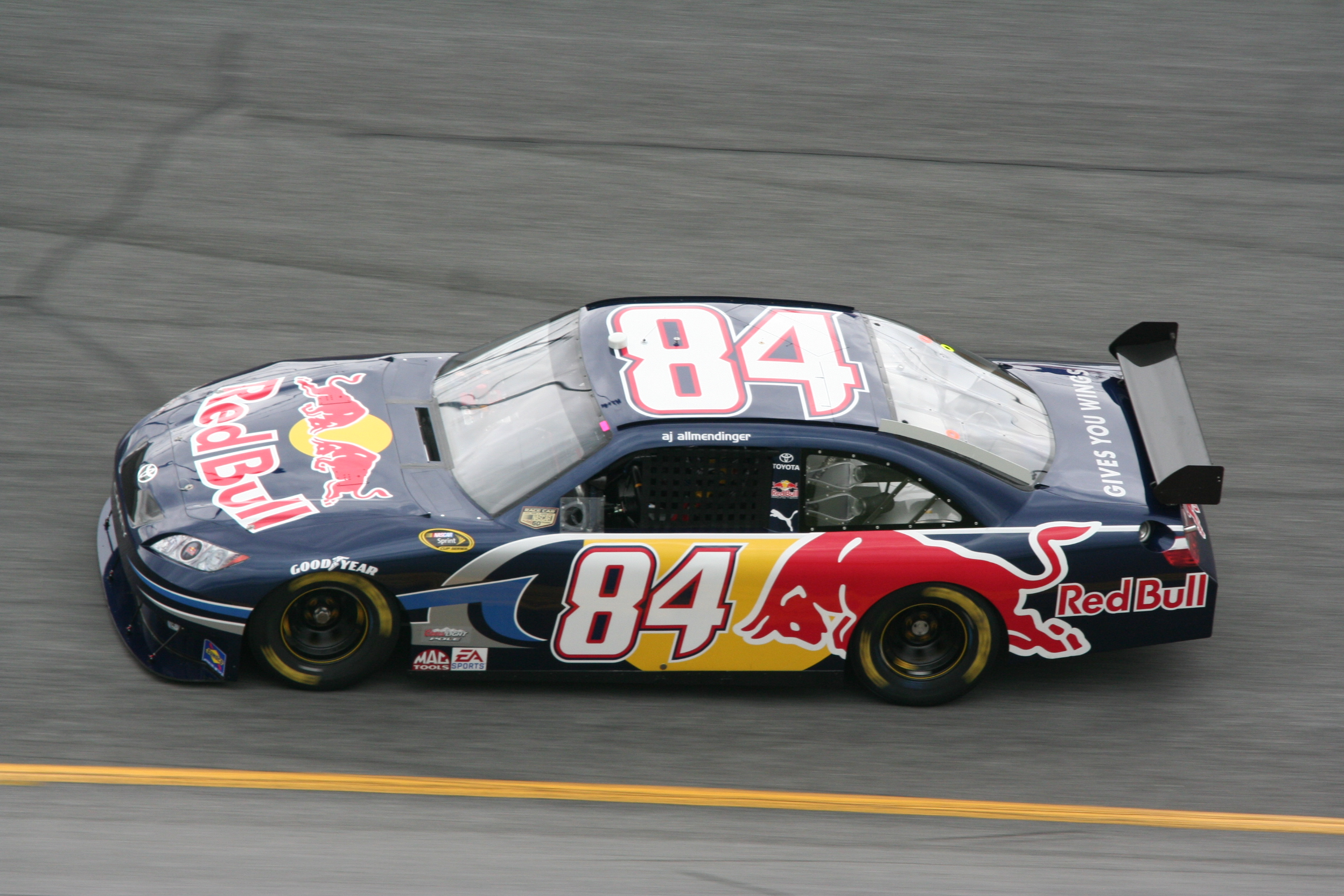
Carro da NASCAR com patrocínio da Red Bull.

A Red Bull apoia e investe em vários tipos de desportos. Esportes radicais são destaque, com modalidades como o Downhill — onde a empresa patrocina eventos como o Red Bull Rampage, Red Bull Empire Of Dirt e Red Bull Elevation.
No futebol, a Red Bull possui cinco equipes. Uma na Áustria, o Red Bull Salzburg. Uma nos Estados Unidos, o Red Bull New York. Duas no Brasil, um na cidade de Campinas, o Red Bull Brasil, e outro na cidade de Bragança Paulista, o Red bull Bragantino. Em Julho de 2009, foi criado um 4º clube da marca de bebidas energéticas, desta feita na Alemanha, com o nome de RB Leipzig, clube este que irá participar em 2009 da NOFV-Oberliga Süd, 5ª Divisão Alemã. Também foi criado, em 2010, o 5º time da empresaː o time de Gana Red Bull Ghana.
Também investe na Fórmula 1, competição automobilística na qual possui duas equipes: a Toro Rosso e a Red Bull Racing, campeã da Fórmula 1, tendo quatro títulos de equipe (2010, 2011, 2012 e 2013) e de pilotos pelo piloto alemão Sebastian Vettel. Antes de se tornar dona de escuderia, a Red Bull patrocinou as equipes Jordan Grand Prix e Jaguar Racing, com a segunda sendo base da atual RBR após a companhia comprá-la da Ford Motor Company — dona da montadora Jaguar — em 2004. Tem, também, as corridas de pequenos aviões: a Red Bull Air Race. E a Red Bull Soapbox, corrida de carros de rolimã fantasiados. Além de todas as equipas que tem, também patrocina outros desportos, como o B-Boy, tendo já realizado vários torneios a nível mundial.
Também já patrocinou uma equipe na IndyCar Series chamada Cheever Racing que durou por dois anos, dirigida pelo piloto e chefe de equipe Eddie Cheever Jr. No Brasil, a marca realiza a Red Bull Desafio no Morro, que sempre tem, como pista, as escadarias do Morro Santa Marta, na zona sul do Rio de Janeiro. A prova, realizada no Brasil, é semelhante ao Lisboa Dowtown, realizado em Portugal.